# Pfladermühle (Augsburg)

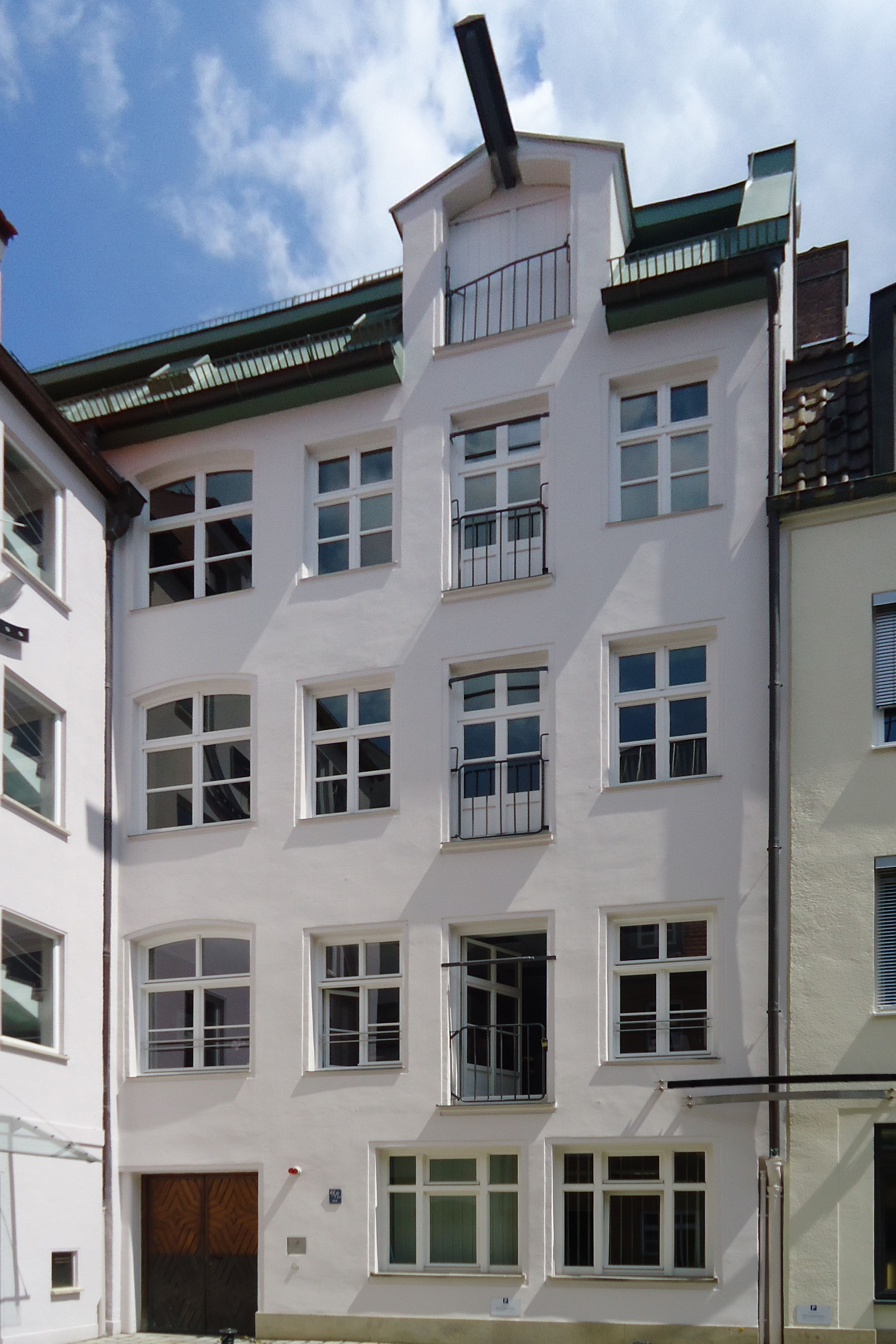
Blick auf die Pfladermühle (2014)

Die Pfladermühle ist eine ehemalige Wassermühle im Lechviertel von Augsburg. Sie liegt in der nach ihr benannten Pfladergasse etwa gegenüber der Alten Silberschmiede und grenzt rückseitig an den offen fließenden Vorderen Lech an.
Der Name „Pfladermühle“ geht zurück auf das Wort pfladern. Dies ist gleichbedeutend mit pfludern und flodern, was soviel bedeutet wie „flattern“ oder „plätschern“. Regional ist der Begriff Flodermühle heute noch gebräuchlich und beschreibt eine spezielle Mühlenbauart.
Das Gebäude war in der Vergangenheit als Baudenkmal in die Bayerische Denkmalliste eingetragen.

## Geschichte
Es ist umstritten, wann genau die Pfladermühle errichtet wurde. Frühe Chroniken lassen vermuten, dass es bereits im 10. Jahrhundert eine „Wassermühle am Vorderen Lech“ gegeben hat. Als gesichert gilt das Bestehen jedoch erst seit dem Jahre 1276, wo sie als eine von insgesamt zehn Getreidemühlen in der Augsburger Stadtrechtsurkunde aufgeführt wird.
Bischof Siegfried IV. von Algertshausen vermachte 1288 kurz vor seinem Tod das Anwesen dem Hochstift Augsburg. Die Mühle wurde daraufhin von verschiedenen Pächtern bewirtschaftet. Im 16. Jahrhundert verkaufte das Hochstift Augsburg schließlich die Pfladermühle. Die nachfolgenden Eigentümer mussten allerdings weiterhin (bis zur Säkularisation) einen jährlichen Grundzins an das Hochstift Augsburg entrichten. 1707 ging die Mühle in das Eigentum der Familie Richter über.
Felix Grandel (1905–1977), Sohn von Gottfried Grandel, erbte 1935 die Mühle von seiner Mutter (geb. Richter). Er ließ den Mühlbetrieb zur Mehlerzeugung zunächst weiterlaufen. Gleichzeitig konzentrierte er sich auf seine Forschungen zur Nutzbarmachung von Nebenprodukten aus dem Mühlbetrieb. Die alliierten Luftangriffe im Zweiten Weltkrieg überstand das Gebäude ohne nennenswerte Schäden, sodass nach dem Krieg der Betrieb rasch wieder aufgenommen werden konnte. 1947 gründete Grandel die Keimdiät GmbH (heute Dr. Grandel GmbH) als Tochtergesellschaft zu Richters Pfladermühle. Gänzlich eingestellt wurde der Mühlbetrieb dann 1970. Seither dient das Gebäude als Verwaltungsstammsitz des Unternehmens.

## Mühlantrieb

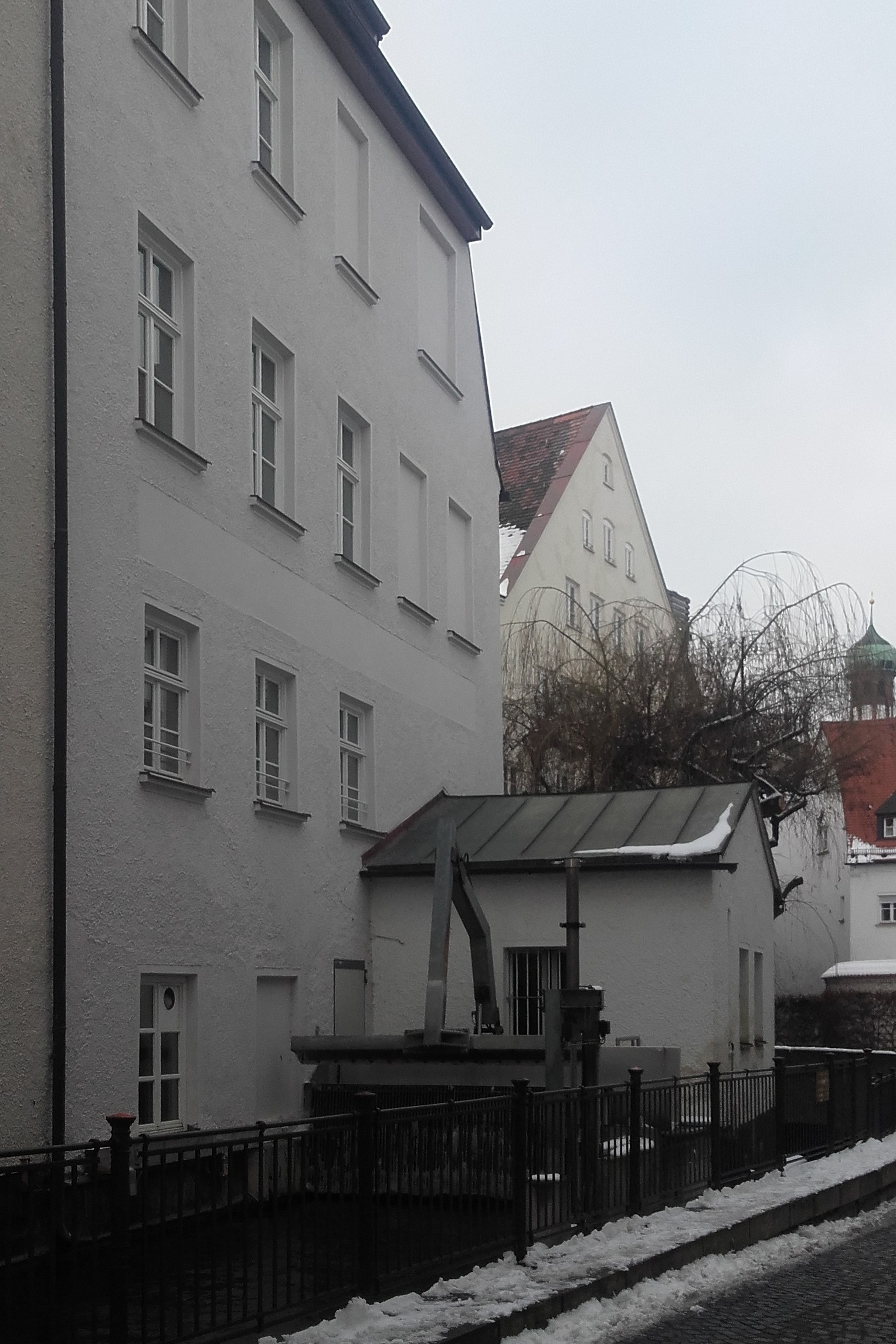
Wasserkraftwerk auf der Gebäuderückseite (2017)

Gespeist wird die ehemalige Mühle vom Vorderen Lech. Wenige Meter nach der Pfladermühle verschwindet dieser Lechkanal ins Unterirdische und fließt unter dem Kloster der Franziskanerinnen von Maria Stern und der dortigen Klosterkirche hindurch. Auf Höhe des Perlachberges mündet er in den Mittleren Lech.
Seit ihrem Bestehen wurde die Mühle über viele Jahrhunderte hinweg mit Wasserrädern aus Holz betrieben. Um dabei die Leistung der Mühle zu steigern, erhöhten die Müller im Laufe der Zeit schrittweise die Anzahl der Wasserräder. Bei der 1876 erfolgten Modernisierung baute man die vier vorhandenen Wasserräder ab und errichtete stattdessen eine Wasserkraftanlage mit Jonval-Turbine.
Nach Einstellung des Mühlbetriebs im Jahre 1970 blieb das Wasserkraftwerk zunächst längere Zeit ungenutzt. 1994 wurde die Anlage schließlich erneuert und eine Francis-Turbine eingebaut. Das Kleinkraftwerk erzeugt seit der Wiederinbetriebnahme eine Maximalleistung von 19 kW.

## Fassadengestaltung

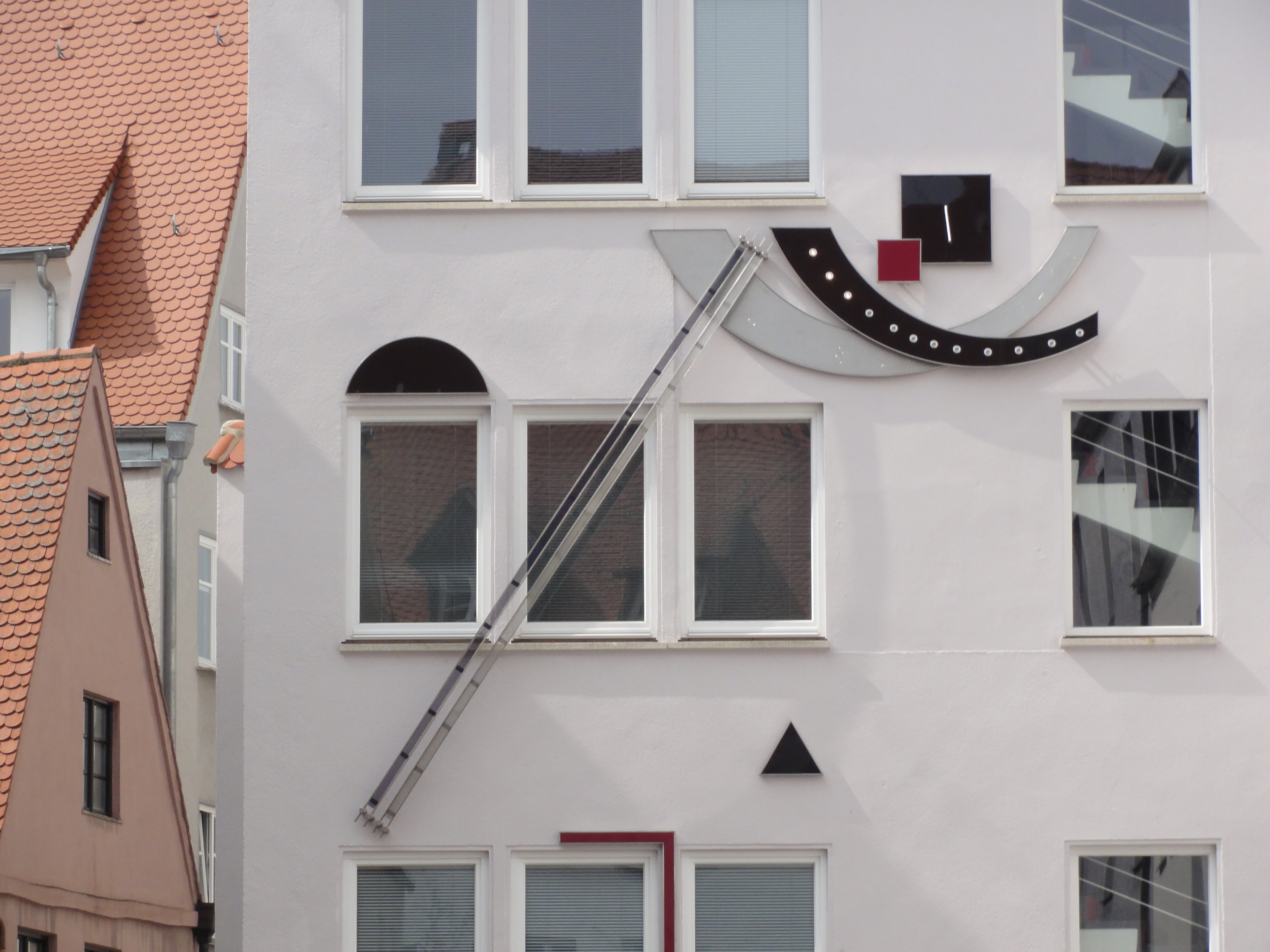
Moderne Sonnenuhr an der Fassade der Pfladermühle (2013)

Eine Besonderheit stellt die Fassadengestaltung der Pfladermühle dar. Im Jahre 1719 wurde die Sonnenuhr von Johann Evangelist Holzer erneuert und darunter folgender Hausspruch angebracht:

„Betracht’ die Uhr, und such’ daran,

Die Stund’, wo man nicht sterben kann,

Find’st du sie nicht, sey allezeit,

In jeder Stund’ zum Tod bereit …“

Mit einer 1876 erfolgten Modernisierung der Mühle verschwand der Spruch wieder von der Fassade. Nach einem verheerenden Brand im Jahre 1905 wurde die Mühle neu aufgebaut und die Sonnenuhr wieder aufgemalt. Darunter stand „Richters Pfladermühle seit 1288“. Die Sonnenuhr und die Fassadenbeschriftung sind heute nicht mehr vorhanden. Zur Erinnerung an die aufgemalte Sonnenuhr wurde jedoch an der gleichen Stelle eine modern gestaltete Sonnenuhr angebracht.